# 比特幣分叉列表
比特幣分叉的定義為比特币网络上協議的改變，或者當「兩個區塊擁有相同的高度」的情況出現亦稱為分叉。分叉會影響规網路傳輸協定的有效性。有意分叉通常用於為區塊鏈增加新功能，或者用以恢復黑客攻击或嚴重错误錯誤所造成的影響。分叉需要通過共識协商而達成，否則將會造成一個永久性的分支。

## 客户端的分叉
以下是比特币网络的客戶端分叉：
- 比特币XT
- 比特币经典
- Bitcoin Unlimited

以上三個客户端都嘗試增加網絡的交易容量，但都未能實現大多數哈希運算力。

## 旨在分裂加密貨幣的硬分叉
硬分叉所分裂出的比特幣（又名分叉幣）是由改變區塊鏈協議及共享比特幣截至某日期時間的交易紀錄而產生。比特幣首次硬分叉發生於2017年8月1日，導致了比特币现金的出現。
以下按日期／區塊列出分裂比特幣的硬分叉：
- 比特币现金原链：分叉區塊：478558，日期：2017年8月1日，客戶每持有1個比特幣可以得到1個比特幣現金原链
- 比特币现金：分叉區塊：504031，日期：2017年11月13日，客戶每持有1個比特幣现金原链可以得到1個比特幣現金
- 比特币黄金：分叉區塊：491407，日期：2017年10月24日，客戶每持有1個比特幣可以得到1個比特幣黃金
- 比特币SV：：分叉區塊：556766，日期：2018年11月15日，客戶每持有1個比特幣現金可以得到1個比特幣SV

## 旨在分裂非主要區塊的軟分叉
- 軟分叉常用於修正溢價事件，由於軟分叉在挖礦完成後才被公告而存有不少爭議。

## 意外的硬分叉
兩個因協議改變而產生的硬分叉：
- 2013年鏈分叉（由BerkeleyDB轉移至LevelDB而引起的鏈分裂）[3]
- CVE-2018-17144（比特幣0.15容許同一區塊上出現雙重支付）